# 自動車道
自動車道（じどうしゃどう）とは、日本の道路運送法に基づく道路であり、専ら自動車の交通の用に供することを目的として設けられた「道路法に定められた道路」以外の道路を指す（道路運送法第2条第8項）。
自動車道の規定は道路運送法の前身である自動車交通事業法で導入された。なお道路法に基づく自動車専用道路などとは異なる。

## 概要
自動車道は一般自動車道と専用自動車道の二種類に分けられる。

### 一般自動車道
一般自動車道は、一般の自動車交通の用に供し、それにより事業を行う（収入を得る）ことを目的とする。
その道で自動車道事業を経営しようとする者が国土交通大臣（かつては建設大臣と運輸大臣）の免許を受けて建設し供用する。
ほとんどが有料道路ではあるが、東京高速道路のように料金を徴収しないものもある。

### 専用自動車道
専用自動車道は、自動車運送事業者が自らの自動車運送事業に使用する自動車の交通の用に供することを目的とする。専用自動車道は、工事施行について国土交通大臣（かつては運輸大臣）の監督を必要とする。
例えば、一般乗合旅客自動車運送事業（路線バス）の事業者が設置する、いわゆる「バス専用道」がある。なお、貨物自動車運送事業のための専用自動車道を設けることも可能ではあるが、実際の事例はほとんどない。

### 通行規制
道路運送法に基づく自動車道は、道路交通法と道路運送車両法が適用される（道路法に基づく道路と同様）。これに基づき道路交通法による一部車両通行規制を行う。
大半は道路法に基づく自動車専用道路と同等の通行規制（歩行者・自転車、50cc以下の原動機付自転車、125cc以下の自動二輪車の通行を禁止）を行う。また自動車専用の規制標識を掲示する道路もある。なお、国土交通省のサイトでは「道路運送法第2条第8項に規定された、自動車専用道路です」と表現されている。

## 自動車道とは異なるもの
以下の路線は名称に「自動車道」を含むものもあるが、道路運送法に基づく自動車道ではない。
- 道路法の道路
  - 高速自動車国道【いわゆるA路線】
  - 高速自動車国道に並行する自動車専用道路【いわゆるA'路線】
  - 一般国道の自動車専用道路【いわゆるB路線】
  - 地域高規格道路
  - その他の自動車専用道路

- 自動車運送事業以外に用いる為に設ける私道
  - 宇部伊佐専用道路、東洋大橋 等

## 一般自動車道一覧
2023年11月1日時点で一般自動車道事業として営業中の路線一覧である。
一部の路線では、「D」が先頭に付く自動車道ナンバリングが使用されている。
- 藻岩山観光自動車道（札幌振興公社）
- 津軽岩木スカイライン（岩木スカイライン）
- 蔵王ハイライン（宮城交通）
- 羽黒山自動車道（庄内交通）
- 湯殿山自動車道（庄内交通）
- 白糸ハイランドウェイ（白糸ハイランドウェイ）
- 鬼押ハイウェー（西武リアルティソリューションズ）
- 万座ハイウェー（西武リアルティソリューションズ）
- 九十九里有料道路（千葉県道路公社）
- 東京高速道路（東京高速道路・無料）: D8[5] - 2025年4月5日に東銀座出口を除くほぼ全区間が廃止[注 5]。
- 湯河原パークウェイ（伊豆箱根鉄道） - 土砂災害のため2021年7月から通行止め。2023年11月10日災害復旧工事完了により営業再開。
- 芦ノ湖スカイライン（芦ノ湖スカイライン株式会社）
- 箱根ターンパイク（箱根ターンパイク）：箱根小田原本線 D18a、箱根伊豆連絡線 D18b[6]
- 逗葉新道（神奈川県道路公社）
- 熱海ビーチライン（熱海インフラマネジメント合同会社）
- 南富士エバーグリーンライン（富士急行）
- 箱根スカイライン（静岡県道路公社）: D29[7]
- 伊豆スカイライン（静岡県道路公社）: D10[7]
- 三ヶ根山スカイライン（愛知県道路公社）
- 伊勢志摩スカイライン（三重県観光開発）
- 伊吹山ドライブウェイ（日本自動車道）
- 奥比叡ドライブウェイ（奥比叡参詣自動車道）
- 比叡山ドライブウェイ（比叡山自動車道）
- 嵐山-高雄パークウエイ（西山ドライブウエイ）
- 信貴生駒スカイライン（近畿日本鉄道）
- 奈良奥山ドライブウェイ（新若草山自動車道）[注 6]
  - 新若草山ドライブウェイ（通称：新若草山コース） D2a[8]
  - 高円山ドライブウェイ（通称：高円山コース）D2b[8]
- 芦有ドライブウェイ（芦有ドライブウェイ）
- 久住高原ロードパーク（岩崎産業） - 熊本地震により全線通行止め。

## 廃止された自動車道

### 一般自動車道事業を廃止し無料開放した路線
過去に一般自動車道事業による有料道路として営業が行われた後、道路事業者から地方公共団体等に譲渡され無料開放された道路である。廃止された自動車道は、地方公共団体に譲渡されてから都道府県道あるいは市町村道として認定されると、道路法に基づく道路に変更される。
- 松島パノラマライン（東北観光開発センター　1997年3月16日）
- 筑波スカイライン（茨城県道路公社　2006年4月26日）
- 三原山ドライブウェイ（大島登山自動車道　1987年3月15日）
- 京浜急行線（京浜急行電鉄　1984年7月1日）
- 市境 - 龍口寺下線（京浜急行電鉄　1989年3月31日）
- 湯河原新道（通称：オレンジライン、神奈川県道路公社　1987年3月31日）
- 芦ノ湖スカイライン（廃止区間）（藤田観光　1990年3月31日）
- 弥彦山スカイライン（新潟県　1981年4月1日）
- 立山道路（立山黒部有峰開発　1971年5月1日）
- 三方五湖レインボーライン（福井県道路公社 2022年10月1日）
- 戸隠バードライン（長野県　1997年4月1日）
- 駒ケ岳線（伊豆箱根鉄道・無料）（正式廃止日不明）
- 熱海新道（小松地所　1997年4月1日）
- 富士見パークウェイ（日本通運　2003年4月1日）
- 西伊豆スカイライン（静岡県道路公社　2004年8月1日）
- 日本平パークウェイ（静岡県道路公社　2004年4月1日）
- 清水日本平パークウェイ（清水市振興公社　2003年4月1日）
- 浜名湖レイクサイドウェイ（静岡県道路公社　2007年4月1日）
- 鳳来寺山パークウェイ（愛知県道路公社　2005年6月30日）
- 本宮山スカイライン（愛知県道路公社　2006年1月31日）
- 三河湾スカイライン（愛知県道路公社　2006年1月31日）
- 那智山スカイライン（熊野交通　2007年4月1日）
- 白浜スカイライン（白浜観光自動車道　1994年4月1日）
- 一畑自動車道（一畑電気鉄道　1979年9月24日）
- 三瓶山アイリスライン（島根県観光開発公社　1987年3月31日）
- 美保関灯台道路（島根県観光開発公社　2000年7月1日）
- 南阿波サンライン（徳島県　1988年3月31日）
- 屋島ドライブウェイ（屋島ドライブウェイ　2017年7月21日）
- 津峯スカイライン（津峯観光　2025年4月1日）
- 曼陀トンネル（香川県道路公社　1975年3月31日）
- 五色台スカイライン（香川県道路公社　1999年4月1日）
- 桂浜有料道路（高知県交通　1970年12月25日）
- 龍河洞スカイライン（龍河洞スカイライン　1997年4月1日）
- 佐多岬ロードパーク（岩崎観光　2007年4月25日）

### 廃止された路線
過去に自動車道事業を営んでいたが道路敷が他目的に転用されるなど、そのまま車道としては引き継がれなかった路線である。
- 浅間神社 - 馬返線（富士山自動車道）（富士山自動車　1993年12月14日）